# 千夏ゆい
千夏 ゆい（ちなつ ゆい、1979年2月14日 - ）は、日本のAV女優である。
殆どのプロフィールでは出身地を神奈川県としているが、一部北海道とする資料がある。AVデビュー時に公表されたボディサイズはT160/B85/W58/H82だが、その後変遷している。

## 略歴
1990年代後半に活動した。東京都内の大学に在学中の1997年に新宿でスカウトされ、1998年の誕生日に発売された写真集『悪戯』でデビュー。同年4月に『三年桜組』（TANK）でAVデビューした。セーラー服の似合う美少女系AV女優で、ビデオでは女子高生役での出演が多かった。
1998年の秋頃にはAVを休業してグラビア中心の活動に移行、『Beppin-School』や『Waffle』といったお菓子系雑誌でも人気を呼ぶ。また同時期にストリップにも進出したが、1999年7月には『Angel』（アイデアポケット）でAVに復帰、ハードなSM作品にも出演した。
インディーズAV業界誌『AVコレクション』では1999年11月より半年にわたり連載コラムをもっていたが、同コラムによると1999年末をもってAVでの活動から引退した（最終作のリリースは翌年2月）。

## 作品

### アダルトビデオ（オリジナル作品）
- 三年桜組　（1998年4月30日、TANK）
- 放課後泥棒　（1998年5月29日、TANK）
- 女子校生監禁ゲーム　（1998年6月30日、TANK）
- スペルマガールズ 1　（1998年8月頃、SPERM GIRLS （バージンクラブ=インターロック）
- コス・フェチ 4 新人OLの誘惑　（1998年9月、ハリウッドフィルム）
- 冷たい太陽　（1998年10月23日、セクシア）
- Angel　（1999年7月1日、Angel （アイデアポケット））
- 女子高生淫靡白書 6　（1999年8月1日、HIGH-SCHOOL PINK （アイデアポケット））
- 女子高生・蛇縛輪姦 6　（1999年10月1日、蛇縛 （アタッカーズ））
- 派遣家庭教師レイプ 監禁講習　（1999年11月1日、死夜悪 （アタッカーズ））
- コスプレ*人形 3　（2000年2月5日、PRINCESS （ディープス））

### アダルトビデオ（編集作品）
- 三年桜組　（1999年3月19日（通常版）/ 2000年1月17日（廉価版）、KUKI） - 1、2作目を素材にした再編集DVD
- オフィスレディ・ストーリー　（1999年、DYK） - 『コス・フェチ 4 新人OLの誘惑』の再編集

## 書籍

### 写真集
- 悪戯 裸足の少女18歳　（1998年2月20日発行、海王社、撮影：山岸伸）